# Lago di Colombara
Il lago di Colombara è un lago artificiale formato dallo sbarramento della diga costruita lungo il Tronto.

## Descrizione
Le acque del lago alimentano la centrale idroelettrica di Capodiponte a Taverna di Mezzo, in aggiunta a quelle del Castellano provenienti dal bacino idroelettrico del Lago di Talvacchia.